# BAFTA-díj a legjobb hangnak
A legjobb hangnak járó BAFTA-díjat a Brit Film- és Televíziós Akadémia 1969 óta adja át.

## Díjazottak és jelöltek
(A díjazottak félkövérrel vannak jelölve)

### 2020-as évek
- 2025: Dűne: Második rész – Ron Bartlett, Doug Hemphill, Gareth John és Richard King
  - A szer – Valérie Deloof, Victor Fleurant, Victor Praud, Stéphane Thiébaut és Emmanuelle Villard
  - Blitz – John Casali, Paul Cotterell és James Harrison
  - Gladiátor II. – Stéphane Bucher, Matthew Collinge és Paul Massey Danny Sheehan
  - Wicked – Robin Baynton, Simon Hayes, John Marquis, Andy Nelson és Nancy Nugent Title
- 2024: Érdekvédelmi terület – Johnnie Burn és Tarn Willers
  - Ferrari – Angelo Bonanni, Tony Lamberti, Andy Nelson, Lee Orloff és Bernard Weiser
  - Maestro – Richard King, Steve Morrow, Tom Ozanich, Jason Ruder és Dean Zupancic
  - Mission: Impossible – Leszámolás – Chris Burdon, James H. Mather, Chris Munro és Mark Taylor
  - Oppenheimer – Willie Burton, Richard King, Kevin O'Connell és Gary A. Rizzo
- 2023: Nyugaton a helyzet változatlan – Lars Ginzsel, Frank Kruse, Viktor Prášil, Markus Stemler
  - Avatar: A víz útja – Christopher Boyes, Michael Hedges, Julian Howarth, Gary Summers, Gwendoyln Yates Whittle
  - Elvis – Michael Keller, David Lee, Andy Nelson, Wayne Pashley
  - Tár – Deb Adair, Stephen Griffiths, Andy Shelley, Steve Single, Roland Winke
  - Top Gun: Maverick – Chris Burdon, James H. Mather, Al Nelson, Mark Taylor, Mark Weingarten
- 2022: Dűne – Mac Ruth, Mark Mangini, Doug Hemphill, Theo Green és Ron Bartlett
  - Hang nélkül 2. – Erik Aadahl, Michael Barosky, Brandon Proctor és Ethan Van der Ryn
  - Nincs idő meghalni – James Harrison, Simon Hayes, Paul Massey, Oliver Tarney és Mark Taylor
  - Utolsó éjszaka a Sohóban – Colin Nicolson, Julian Slater, Tim Cavagin és Dan Morgan
  - West Side Story – Brian Chumney, Tod Maitland, Andy Nelson és Gary Rydstrom
- 2021: A metál csendje – Jamie Baksht, Nicolas Becker, Phillip Bladh, Carlos Cortes és Michelle Couttolenc
  - A Greyhound csatahajó – Beau Borders, Christian P. Minkler, Michael Minkler Warren Shaw és David Wyman
  - A kapitány küldetése – Michael Fentum, William Miller, Mike Prestwood Smith, John Pritchett és Oliver Tarney
  - A nomádok földje – Sergio Diaz, Zach Seivers és M Wolf Snyder
  - Lelki ismeretek – Coya Elliott, Ren Klyce és David Parker
- 2020: 1917 – Scott Millan, Oliver Tarney, Rachael Tate, Mark Taylor és Stuart Wilson
  - Joker – Todd Maitland, Alan Robert Murray, Tom Ozanich és Dean Zupancic
  - Az aszfalt királyai – David Giammarco, Paul Massey, Steven A. Morrow és Donald Sylvester
  - Rocketman – Matthew Collinge, John Hayes, Mike Prestwood Smith és Danny Sheehan
  - Star Wars IX. rész – Skywalker kora – David Acord, Andy Nelson, Christopher Scarabosio, Stuart Wilson és Matthew Wood

### 2010-es évek
- 2019: Bohém rapszódia – John Casali, Tim Cavagin, Nina Hartstone, Paul Massey és John Warhurst
  - Az első ember – Mary H. Ellis, Mildred Iatrou Morgan, Ai-Ling Lee, Frank A. Montaño és Jon Taylor
  - Mission: Impossible – Utóhatás – Gilbert Lake, James H. Mather, Chris Munro és Mike Prestwood Smith
  - Hang nélkül – Erik Aadahl, Michael Barosky, Brandon Procter és Ethan Van der Ryn
  - Csillag születik – Steven A. Morrow, Alan Robert Murray, Jason Ruder, Tom Ozanich és Dean Zupancic
- 2018: Dunkirk – Richard King, Gregg Landaker, Gary Rizzo és Mark Weingarten
  - A víz érintése – Christian Cooke, Glen Gauthier, Nathan Robitaille és Brad Zoern
  - Csillagok háborúja VIII: Az utolsó Jedik – Ren Klyce, David Parker, Michael Semanick, Stuart Wilson és Matthew Wood
  - Nyomd, Bébi, nyomd – Tim Cavagin, Mary H. Ellis és Julian Slater
  - Szárnyas fejvadász 2049 – Ron Bartlett, Doug Hemphill, Mark Mangini és Mac Ruth
- 2017: Érkezés – Claude La Haye, Bernard Gariépy Strobl és Sylvain Bellemare
  - A fegyvertelen katona – Peter Grace, Robert Mackenzie, Kevin O'Connell és Andy Wright
  - Kaliforniai álom – Mildred Iatrou, Ai-Ling Lee, Steven Morrow és Andy Nelson
  - Legendás állatok és megfigyelésük – Niv Adiri, Glenn Freemantle, Simon Hayes, Andy Nelson és Ian Tapp
  - Mélytengeri pokol – Mike Prestwood Smith, Dror Mohar, Wylie Stateman és David Wyman
- 2016: A visszatérő – Lon Bender, Chris Duesterdiek, Martín Hernández, Frank A. Montaño, Jon Taylor és Randy Thom
  - Kémek hídja – Drew Kunin, Richard Hymns, Andy Nelson és Gary Rydstrom
  - Mad Max – A harag útja – Scott Hecker, Chris Jenkins, Mark A. Mangini, Ben Osmo, Gregg Rudloff és David White
  - Mentőexpedíció – Paul Massey, Mac Ruth, Oliver Tarney és Mark Taylor
  - Csillagok háborúja VII: Az ébredő Erő – David Acord, Andy Nelson, Christopher Scarabosio, Matthew Wood és Stuart Wilson
- 2015: Whiplash – Thomas Curley, Ben Wilkins és Craig Mann
  - Kódjátszma – John Midgley, Lee Walpole, Stuart Hilliker, Martin Jensen és Andy Kennedy
  - A Grand Budapest Hotel –  Wayne Lemmer, Christopher Scarabosio és Pawel Wdowczak
  - Birdman avagy (A mellőzés meglepő ereje) – Thomas Varga, Martín Hernández, Aaron Glascock, Jon Taylor és Frank A. Montaño
  - Amerikai mesterlövész – Walt Martin, John T. Reitz, Gregg Rudloff, Alan Robert Murray és Bub Asman
- 2014: Gravitáció – Glenn Freemantle, Skip Lievsay, Christopher Benstead, Niv Adiri és Chris Munro
  - Minden odavan – Richard Hymns, Steve Boeddeker, Brandon Proctor, Micah Bloomberg és Gillian Arthur
  - Phillips kapitány – Chris Burdon, Mark Taylor, Mike Prestwood Smith, Chris Munro és Oliver Tarney
  - Hajsza a győzelemért – Danny Hambrook, Martin Steyer, Stefan Korte, Markus Stemler és Frank Kruse
  - Llewyn Davis világa – Peter F. Kurland, Skip Lievsay és Greg Orloff
- 2013: A nyomorultak – John Warhurst, Jonathan Allen, Lee Walpole, Mark Paterson, Simon Hayes és Andy Nelson
  - Django elszabadul – Mark Ulano, Michael Minkler, Tony Lamberti és Wylie Stateman
  - Skyfall – Stuart Wilson, Scott Millan, Greg P. Russell, Per Hallberg és Karen Baker Landers
  - A hobbit: Váratlan utazás – Chris Ward, Tony Johnson, Michael Semanick, Brent Burge, Christopher Boyes és Michael Hedges
  - Pi élete – Philip Stockton, Drew Kunin, Eugene Gearty és Ron Bartlett
- 2012: A leleményes Hugo – Philip Stockton, Eugene Gearty, Tom Fleischman és John Midgley
  - The Artist – A némafilmes – Nadine Muse, Gérard Lamps és Michael Krikorian
  - Harry Potter és a Halál ereklyéi 2. – James Mather, Stuart Wilson, Stuart Hilliker, Mike Dowson és Adam Scrivener
  - Suszter, szabó, baka, kém – John Casali, Howard Bargroff, Doug Cooper, Stephen Griffiths és Andy Shelley
  - Hadak útján – Stuart Wilson, Gary Rydstrom, Andy Nelson, Tom Johnson és Richard Hymns
- 2011: Eredet – Richard King, Lora Hirschberg, Gary Rizzo és Ed Novick
  - A félszemű – Skip Lievsay, Craig Berkey, Greg Orloff, Peter F. Kurland és Douglas Axtell
  - 127 óra – Glenn Freemantle és Douglas Cameron
  - Fekete hattyú – Craig Henighan, Ken Ishii és Dominick Tavella
  - A király beszéde – Lee Walpole, Paul Hamblin, Martin Jensen és John Midgley
- 2010: A bombák földjén – Ray Beckett, Paul N.J. Ottosson, Craig Stauffer
  - Avatar – Christopher Boyes, Gary Summers, Andy Nelson, Tony Johnson, Addison Teague
  - District 9 – Brent Burge, Chris Ward, Dave Whitehead, Michael Hedges, Ken Saville
  - Fel – Tom Myers, Michael Silvers, Michael Semanick
  - Star Trek – Peter J. Devlin, Andy Nelson, Anna Behlmer, Mark P. Stoeckinger, Ben Burtt

### 2000-es évek
- 2009: Gettómilliomos – Glenn Freemantle, Resul Pookutty, Richard Pryke, Tom Sayers és Ian Tapp
  - Elcserélt életek – Walt Martin, Alan Robert, Murray John Reitz és Gregg Rudloff
  - A sötét lovag – Lora Hirschberg, Richard King, Ed Novick és Gary Rizzo
  - A Quantum csendje – Jimmy Boyle, Eddy Joseph, Chris Munro, Mike Prestwood Smith és Mark Taylor
  - WALL·E – Ben Burtt Tom Myers, Michael Semanick, Matthew Wood
- 2008: A Bourne-ultimátum – Kirk Francis, Scott Millan, Dave Parker, Karen Baker és Landers Per Hallberg
  - Vágy és vezeklés – Danny Hambrook, Paul Hamblin, Catherine Hodgson és Becki Ponting
  - Nem vénnek való vidék – Peter Kurland, Skip Lievsay, Craig Berkey és Greg Orloff
  - Vérző olaj – Christopher Scarabosio, Matthew Wood, John Pritchett, Michael Semanick és Tom Johnson
  - Piaf – Laurent Zeilig, Pascal Villard, Jean–Paul Hurier és Marc Doisne
- 2007: Casino Royale – Chris Munro, Eddy Joseph, Mike Prestwood Smith, Martin Cantwell és Mark Taylor
  - Bábel – José Antonio García, Jon Taylor, Christian P. Minkler és Martín Hernández
  - A faun labirintusa – Martín Hernández, Jaime Baksht és Miguel Ángel Polo
  - A Karib-tenger kalózai: Holtak kincse – Christopher Boyes, George Watters, Paul Massey és Lee Orloff
  - A United 93-as – Chris Munro, Mike Prestwood Smith, Doug Cooper, Oliver Tarney és Eddy Joseph
- 2006: A nyughatatlan – Paul Massey, Doug Hemphill, Peter F. Kurland és Donald Sylvester
  - Batman: Kezdődik! –David Evans, Stefan Henrix és Peter Lindsa
  - King Kong – Hammond Peek, Christopher Boyes, Mike Hopkins és Ethan Van der Ryn
  - Az elszánt diplomata – Joakim Sundström, Stuart Wilson, Mike Prestwood Smith és Sven Taits
  - Ütközések – Richard Van Dyke, Sandy Gendler, Adam Jenkins és Marc Fishman
- 2005: Ray – Karen M. Baker, Per Hallberg Steve Cantamessa, Scott Millan, Greg Orloff és Bob Beemer
  - Aviátor – Philip Stockton, Eugene Gearty, Petur Hliddal és Tom Fleischman
  - Collateral – A halál záloga – Elliott Koretz, Lee Orloff, Michael Minkler és Myron Nettinga
  - A repülő tőrök klánja – Jing Tao és Roger Savage
  - Pókember 2. – Paul N.J. Ottosson, Kevin O'Connell, Greg P. Russell és Jeffrey J. Haboush
- 2004: Kapitány és katona: A világ túlsó oldalán – Richard King, Doug Hemphill, Paul Massey és Art Rochester
  - Hideghegy – Eddy Joseph, Ivan Sharrock, Walter Murch, Mike Prestwood és Smith Matthew Gough
  - Kill Bill 1. – Michael Minkler, Myron Nettinga, Wylie Statesman és Mark Ulano
  - A Gyűrűk Ura: A király visszatér – Ethan Van der Ryn, Mike Hopkins, David Farmer, Christopher Boyes, Michael Hedges, Michael Semanick és Hammond Peek
  - A Karib-tenger kalózai: A Fekete Gyöngy átka – Christopher Boyes, George Watters, Lee Orloff, David Parker és David E. Campbell
- 2003:  Chicago – Michael Minkler, Dominick Tavella David Lee és Maurice Schell
  - New York bandái – Tom Fleischman, Ivan Sharrock, Eugene Gearty és Philip Stockton
  - Harry Potter és a titkok kamrája – Randy Thom, Dennis Leonard, John Midgley, Ray Merrin, Graham Daniel és Rick Kline
  - A Gyűrűk Ura: A két torony – Ethan Van der Ryn, David Farmer, Mike Hopkins, Hammond Peek, Christopher Boyes, Michael Semanick és Michael Hedges
  - A zongorista – Jean–Marie Blondel, Dean Humphreys és Gérard Hardy
- 2002: Moulin Rouge! – Andy Nelson, Anna Behlmer, Roger Savage, Guntis Sics Gareth, Vanderhope és Antony Gray
  - A Sólyom végveszélyben – Chris Munro, Per Hallberg, Michael Minkler, Myron Nettinga és Karen M. Baker
  - Harry Potter és a bölcsek köve – John Midgley, Eddy Joseph, Ray Merrin, Graham Daniel és Adam Daniel
  - A Gyűrűk Ura: A Gyűrű Szövetsége – David Farmer, Hammond Peek Christopher Boyes, Gethin Creagh, Michael Semanick, Ethan Van der Ryn és Mike Hopkins
  - Shrek –Andy Nelson, Anna Behlmer, Wylie Statesman és Lon Bender
- 2001:  Majdnem híres – Jeff Wexler, Doug Hemphill, Rick Kline, Paul Massey és Michael D. Wilhoit
  - Billy Elliot – Mark Holding, Mike Prestwood és Smith Zane Hayward
  - Gladiátor – Ken Weston, Scott Millan, Bob Beemer és Per Hallberg
  - Viharzóna – Keith A. Wester John T. Reitz, Gregg Rudloff, David E. Campbell, Wylie Statesman és Kelly Cabral
  - Tigris és sárkány – Drew Kunin, Reilly Steele, Eugene Gearty és Robert Fernandez
- 2000: Mátrix – David Lee John T. Reitz Gregg Rudloff David E. Campbell Dane A. Davis
  - Amerikai szépség – Scott Martin Gershin, Scott Millan Bob Beemer és Richard Van Dyke
  - Star Wars I. rész – Baljós árnyak – Ben Burtt, Tom Bellfort, John Midgley, Gary Rydstrom, Tom Johnson és Shawn Murphy
  - Buena Vista Social Club – Martin Müller és Jerry Boys

### 1990-es évek
- 1999: Ryan közlegény megmentése – Gary Rydstrom Ron Judkins, Gary Summers Andy Nelson és Richard Hymns
  - Hilary és Jackie – Nigel Heath Julian Slater, David Crozier, Ray Merrin és Graham Daniel
  - Little Voice – Peter Lindsay, Rodney Glenn, Ray Merrin és Graham Daniel
  - Szerelmes Shakespeare – Peter Glossop, John Downer, Robin O'Donoghue és Dominic Lester
- 1998:  Szigorúan bizalmas – Terry Rodman, Roland N. Thai, Kirk Francis Andy Nelson, Anna Behlmer és John Leveque
  - Titanic – Gary Rydstrom, Tom Johnson, Gary Summers és Mark Ulano
  - Alul semmi – Alistair Crocker, Adrian Rhodes és Ian Wilson
  - Rómeó + Júlia – Gareth Vanderhope, Rob Young és Roger Savage
- 1997: Ragyogj! – Jim Greenhorn, Toivo Lember, Livia Ruzic, Roger Savage és Gareth Vanderhope
  - Az angol beteg – Mark Berger, Pat Jackson, Walter Murch, Christopher Newman David Parker és Ivan Sharrock
  - Evita – Anna Behlmer, Eddy Joseph, Andy Nelson, Ken Weston és Nigel Wright
  - A függetlenség napja – Bob Beemer, Bill W. Benton, Chris Carpenter, Sandy Gendler, Val Kuklowsky és Jeff Wexler
- 1996: A rettenthetetlen – Per Hallberg, Lon Bender, Brian Simmons, Andy Nelson, Scott Millan és Anna Behlmer
  - Apolló 13 – David MacMillan, Rick Dior, Scott Millan és Steve Pederson
  - Aranyszem –Jim Shields, David John, Graham V. Hartstone, John Hayward és Michael A. Carter
  - György király – Christopher Ackland, David Crozier és Robin O'Donoghue
- 1995: Féktelenül – Stephen Hunter Flick Gregg Landaker, Steve Maslow, Bob Beemer és David MacMillan
  - Backbeat – A bandából legenda lett – Glenn Freemantle, Chris Munro és Robin O'Donoghue
  - Az oroszlánkirály – Terry Porter Mel Metcalfe, David Hudson és Doc Kane
  - Ponyvaregény – Stephen Hunter, Flick Ken King, Rick Ash és Dean A. Zupancic
- 1994: A szökevény – John Leveque, Bruce Stambler, Becky Sullivan, Scott D. Smith, Donald O. Mitchell, Michael Herbick és Frank A. Montaño
  - Jurassic Park – Richard Hymns, Ron Judkins, Gary Summers, Gary Rydstrom és Shawn Murphy
  - Zongoralecke – Lee Smith, Tony Johnson és Gethin Creagh
  - Schindler listája – Charles L. Campbell, Louis L. Edemann, Robert Jackson, Ron Judkins, Andy Nelson, Steve Pederson és Scott Millan
- 1993: JFK – A nyitott dosszié – Tod A. Maitland, Wylie Statesman, Michael D. Wilhoit, Michael Minkler és Gregg Landaker
  - Az utolsó mohikán – Simon Kaye, Lon Bender, Larry Kemp, Paul Massey, Doug Hemphill, Mark Smith és Chris Jenkins
  - Kötelező táncok – Antony Gray, Ben Osmo, Roger Savage, Ian McLoughlin és Phil Judd
  - Nincs bocsánat – Alan Robert, Murray Walter Newman Rob Young Les Fresholtz, Vern Poore és Rick Alexander
- 1992: Terminátor 2. – Az ítélet napja – Lee Orloff Tom Johnson (composer)|Tom Johnson, Gary Rydstrom, Gary Summers
  - The Commitments – Clive Winter Eddy Joseph Andy Nelson, Tom Perry, Steve Pederson
  - Farkasokkal táncoló – Jeffrey Perkins, Bill W. Benton, Gregory H. Watkins és Russell Williams
  - A bárányok hallgatnak – Skip Lievsay, Christopher Newman és Tom Fleischman
- 1991: Azok a csodálatos Baker fiúk – J. Paul Huntsman, Stephan von Hase, Chris Jenkins, Gary Alexander és Doug Hemphill
  - Dick Tracy – Dennis Drummond, Thomas Causey, Chris Jenkins, David E. Campbell és Doug Hemphill
  - Vadászat a Vörös Októberre – Cecilia Häll, George Watters, Richard Bryce Goodman és Don J. Bassman
  - Veszett a világ – Randy Thom, Richard Hymns Jon Huck és David Parker
- 1990: Lángoló Mississippi – Bill Phillips Danny Michael, Robert J. Litt, Elliot Tyson és Rick Kline
  - Batman – Don Sharpe, Tony Dawe és Bill Rowe
  - V. Henrik – Campbell Askew, David Crozier és Robin O'Donoghue
  - Indiana Jones és az utolsó kereszteslovag –Richard Hymns Tony Dawe, Ben Burtt Gary Summers és Shawn Murphy

### 1980-as évek
- 1989: A nap birodalma – Charles L. Campbell, Louis L. Edemann, Robert Knudson és Tony Dawe
  - Madárka – Alan Robert, Murray Robert G. Henderson Willie D. Burton és Les Fresholtz
  - Jó reggelt, Vietnam! –Bill Phillips, Clive Winter és Terry Porter
  - Az utolsó császár – Ivan Sharrock, Bill Rowe és Les Wiggins
- 1988: Kiálts a szabadságért – Jonathan Bates, Simon Kaye és Gerry Humphreys 
  - Acéllövedék – Nigel Galt, Edward Tise és Andy Nelson
  - Remény és dicsőség – Ron Davis, Peter Handford és John Hayward
  - A rádió aranykora – Robert Hein, James Sabat és Lee Dichter
- 1987: Távol Afrikától – Tom McCarthy Jr., Peter Handford és Chris Jenkins 
  - A bolygó neve: Halál – Don Sharpe, Roy Charman és Graham V. Hartstone
  - A misszió – Ian Fuller, Bill Rowe és Clive Winter
  - Szoba kilátással – Tony Lenny, Ray Beckett és Richard King
- 1986: Amadeus – John Nutt, Christopher Newman és Mark Berger
  - Carmen – Hugues Darmois, Harald Maury, Dominique Hennequin és Bernard Leroux
  - A tánckar –Jonathan Bates, Christopher Newman és Gerry Humphreys
  - Gengszterek klubja – Edward Beyer, Jack C. Jacobsen és David Carroll
- 1985: Gyilkos mezők – Ian Fuller (film)|Ian Fuller, Clive Winter és Bill Rowe
  - Carmen – Carlos Faruelo, Alfonso Marcos és Antonio Illán
  - Tarzan, a majmok ura – Ivan Sharrock, Gordon K. McCallum, Les Wiggins és Roy Baker
  - Indiana Jones és a végzet temploma – Ben Burtt, Simon Kaye és Laurel Ladevich
- 1984: Háborús játékok – Willie D. Burton, Michael J. Kohut és William L. Manger
  - Flashdance – James E. Webb Robert Knudson, Robert Glass és Don Digirolamo
  - Csillagok háborúja VI: A jedi visszatér – Ben Burtt, Tony Dawe és Gary Summers
  - Traviata – Cesare D'Amico Jean–Louis Ducarme, Claude Villand és Federico Savina
- 1983: Pink Floyd: A fal – James Guthrie, Eddy Joseph, Clive Winter, Graham V. Hartstone és Nicolas Le Messurier
  - Szárnyas fejvadász – Peter Pennell, Bud Alper, Graham V. Hartstone és Gerry Humphreys
  - E. T., a földönkívüli – Charles L. Campbell, Gene S. Cantamessa, Robert Knudson Robert Glass és Don Digirolamo
  - Gandhi – Jonathan Bates, Simon Kaye, Gerry Humphreys és Robin O'Donoghue
- 1982: A francia hadnagy szeretője – Don Sharpe, Ivan Sharrock és Bill Rowe
  - Tűzszekerek – Clive Winter, Bill Rowe és Jim Shields
  - A szénbányász lánya – Gordon Ecker James R. Alexander, Richard Portman és Roger Heman Jr.
  - Az elveszett frigyláda fosztogatói – Roy Charman, Ben Burtt és Bill Varney
- 1981: A hírnév – Christopher Newman, Les Wiggins és Michael J. Kohut
  - Mindhalálig zene – Maurice Schell, Christopher Newman és Dick Vorisek
  - Don Juan – Jean–Louis Ducarme, Jacques Maumont és Michelle Nenny
  - A rózsa – James E. Webb Chris McLaughlin, Kay Rose és Theodore Soderberg
  - Csillagok háborúja V: A Birodalom visszavág – Peter Sutton, Ben Burtt és Bill Varney
- 1980: A nyolcadik utas: a Halál – Derrick Leather, Jim Shields és Bill Rowe
  - Manhattan – James Sabat, Dan Sable és Jack Higgins
  - Apokalipszis most – Nathan Boxer, Richard P. Cirincione és Walter Murch
  - A szarvasvadász – C. Darin Knight, James J. Klinger és Richard Portman

### 1970-es évek
- 1979: Csillagok háborúja IV: Egy új remény – Sam Shaw, Robert R. Rutledge, Gordon Davidson, Gene Corso, Derek Ball, Don MacDougall, Bob Minkler, Ray West, Michael Minkler, Les Fresholtz, Richard Portman és Ben Burtt
  - Harmadik típusú találkozások – Gene S. Cantamessa, Robert Knudson, Don MacDougall, Robert Glass, Stephen Katz, Frank E. Warner és Richard Oswald
  - Szombat esti láz – Michael Colgan, Les Lazarowitz, John Wilkinson, Robert W. Glass Jr. és John T. Reitz
  - Superman – Chris Greenham, Gordon K. McCallum, Peter Pennell, Mike Hopkins, Pat Foster, Stan Fiferman, John Foster, Roy Charman, Norman Bolland, Brian Marshall, Charles Schmitz, Richard Raguse és Chris Large
- 1978: A híd túl messze van – Peter Horrocks Gerry Humphreys, Simon Kaye Robin O'Donoghue, Les Wiggins
  - Hálózat – Jack Fitzstephens, Marc Laub, Sanford Rackow, James Sabat és Dick Vorisek
  - New York, New York – Kay Rose Michael Colgan, James Fritch Larry Jost, Richard Portman,
  - Csillag születik – Robert Glass Robert Knudson, Marvin I. Kosberg Tom Overton Josef von Stroheim, Dan Wallin
- 1977: Bugsy Malone – Les Wiggins, Clive Winter és Ken Barker
  - Az elnök emberei –Milton C. Burrow, James E. Webb, Les Fresholtz, Arthur Piantadosi és Rick Alexander
  - Száll a kakukk fészkére – Mary McGlone, Robert R. Rutledge, Veronica Selver, Larry Jost és Mark Berger
  - Piknik a Függő Sziklánál – Greg Bell és Don Connolly
- 1976: Nashville – William A. Sawyer, James E. Webb, Chris McLaughlin és Richard Portman
  - Kánikulai délután – Jack Fitzstephens, Richard P. Cirincione, Sanford Rackow Stephen A. Rotter, James Sabat és Dick Vorisek,
  - A cápa – John R. Carter és Robert L. Hoyt
  - Rollerball – Les Wiggins, Archie Ludski, Derek Ball és Gordon K. McCallum
- 1975: Magánbeszélgetés – Art Rochester, Nathan Boxer, Michael Evje és Walter Murch
  - Földrengés – Melvin M. Metcalfe Sr. Ronald Pierce
  - Az ördögűző – Christopher Newman, Jean–Louis Ducarme és Robert Knudson Fred J. Brown Bob Fine, Ross Taylor, Ron Nagel, Doc Siegel, Gonzalo Gavira és Hal Landaker
  - Aranybánya – Alan Soames; Rydal Love, Michael Crouch, John W. Mitchell és Gordon K. McCallum
- 1974: Jézus Krisztus szupersztár – Les Wiggins, Gordon K. McCallum és Keith Grant
  - A burzsoázia diszkrét bája – Guy Villette és Luis Buñuel
  - A Sakál napja –Nicholas Stevenson és Bob Allen
  - Ne nézz vissza! – Rodney Holland, Peter Davies és Bob Jones
- 1973: Kabaré – David Hildyard, Robert Knudson és Arthur Piantadosi
  - Mechanikus narancs – Brian Blamey John Jordan és Bill Rowe
  - Gyilkos túra – Jim Atkinson Walter Goss és Doug E. Turner
  - Francia kapcsolat – Christopher Newman és Theodore Soderberg
- 1972: Halál Velencében – Vittorio Trentino és Giuseppe Muratori
  - Hegedűs a háztetőn – Les Wiggins, David Hildyard és Gordon K. McCallum
  - A közvetítő – Garth Craven, Peter Handford és Hugh Strain
  - Vasárnap, átkozott vasárnap – David Campling, Simon Kaye és Gerry Humphreys
- 1971: Butch Cassidy és a Sundance kölyök – Don Hall, David Dockendorf és William Edmondson
  - MASH – Don Hall, David Dockendorf és Bernard Freericks
  - Patton – Don Hall, Douglas O. Williams és Don J. Bassman
  - Ryan lánya – Winston Ryder és Gordon K. McCallum
- 1970: Ó, az a csodálatos háború – Don Challis és Simon Kaye
  - Az angliai csata – Teddy Mason és Jim Shields
  - A chicagói tanú – Ed Scheid
  - Isadora – Terry Rawlings
  - Szerelmes asszonyok – Terry Rawlings

### 1960-as évek
- 1969: 2001: Űrodüsszeia – Winston Ryder
  - A könnyűlovasság támadása – Simon Kaye
  - Az oroszlán télen – Chris Greenham
  - Oliver! – John Cox és Bob Jones
  - Szigorúan ellenőrzött vonatok – Jiří Pavlik